# Árvore (Vila do Conde)
Árvore é uma vila portuguesa sede da Freguesia de Árvore do Município de Vila do Conde, freguesia com 6,56 km² de área e 5569 habitantes (censo de 2021), tendo, por isso, uma densidade populacional de 848,9 hab./km².

## Demografia
A população registada nos censos foi:
| Distribuição da População por Grupos Etários | Distribuição da População por Grupos Etários | Distribuição da População por Grupos Etários | Distribuição da População por Grupos Etários | Distribuição da População por Grupos Etários |
| -------------------------------------------- | -------------------------------------------- | -------------------------------------------- | -------------------------------------------- | -------------------------------------------- |
| Ano                                          | 0-14 Anos                                    | 15-24 Anos                                   | 25-64 Anos                                   | > 65 Anos                                    |
| 2001                                         | 736                                          | 594                                          | 2438                                         | 493                                          |
| 2011                                         | 932                                          | 540                                          | 3017                                         | 707                                          |
| 2021                                         | 806                                          | 626                                          | 3115                                         | 1022                                         |

## História
Fez parte do concelho da Maia e foi integrada no concelho (atual município) de Vila do Conde em 1836, pela implementação do primeiro código administrativo em Portugal, onde se mantém.
A freguesia foi oficialmente elevada à categoria de vila no dia 12 de dezembro de 2024, por decisão da Assembleia da República.

## Atividades económicas
- Agricultura
- Pecuária
- Indústria
- Comércio

## Festas e Romarias
- Divino Salvador (2.º domingo de agosto)
- Nossa Senhora da Boa Nova (1º domingo de setembro)

## Património
- Igreja matriz
- Pelourinho
- Igreja de Nossa Senhora de Fátima
- Alminhas dos Mortos
- Cruzeiro do Loureiro
- Cruzeiro de Nossa Senhora de Fátima
- Marca do enfiamento da Barra do Ave
- Capela de Nossa Senhora da Boa Nova
- Facho de Árvore
- Reserva

Outros locais: Parque de Campismo de Árvore

## Coletividades
- Centro Social Cultural Recreativo Arvorense
- Grupo Coral e Recreativo Arvorense
- Associação do Rancho Folclórico Divino Salvador de Árvore
- Grupo Desportivo de Árvore
- Associação Desportiva de Árvore Forças Segurança Unidas